# 梅陇镇 (上海市)
梅陇镇，是中华人民共和国上海市闵行区下辖的一个镇。面积25.71平方公里。户籍人口10.85万人（2008年）。

## 历史
梅陇镇老镇位于今沪闵路虹梅南路西南侧，此地古称褚家弄。明朝成化年间，有安徽宣城梅姓人士入赘当地褚姓人家，人丁兴旺，形成弄堂及众多房屋。后来，梅姓人多于褚姓人，故当地人称梅家弄。因上海县城内东、西各有一处“梅家弄”，而当地也属于上海县辖区，邮差常将这几处地方弄错。1931年，当地士绅提议取谐音改名为“梅龙”，但为免与“梅龙镇”（原型今安徽池州梅龙街道）相混，故改用“梅陇”二字。1933年，上海市政府发布通告，正式将梅家弄更名“梅陇”。

## 行政区划
梅陇镇下辖以下居委会及村委会：
梅陇第一社区、梅陇第二社区、梅陇第三社区、梅陇第四社区、梅陇第五社区、梅陇第六社区、梅陇第七社区、朱行第一社区、朱行第二社区、南方新村第一社区、南方新村第二社区、南方新村第三社区、罗阳新村第一社区、罗阳新村第二社区、罗阳新村第四社区、罗阳新村第五社区、罗阳新村第六社区、罗阳新村第七社区、普乐新村第一社区、普乐新村第二社区、上陇新村社区、鸿福新村社区、莲花新村社区、莲花公寓社区、罗秀苑社区、罗锦苑社区、蔷薇新村第一社区、蔷薇新村第二社区、蔷薇新村第三社区、未名园社区、曹行社区、华唐苑社区、虹景苑社区、源梦苑社区、罗阳新村第三社区、望族苑社区、嘉和花苑社区、高兴花园第一社区、高兴花园第二社区、高兴花园第三社区、世纪苑社区、上海欣苑社区、罗阳新村第八社区、上海春城第一社区、春申花园社区、中梅苑社区、望族新苑社区、罗阳新村第九社区、春申景城社区、上海春城第二社区、都市宜家苑社区、南方城社区、银兆银都社区、燕南麒麟社区、银泰苑社区、银河新都社区、金都路社区、锦梅馨苑社区、上海晶城第一社区、上海晶城第二社区、中海寰宇社区、上海晶城第三社区、梅香苑社区、景华新苑社区、华一村、张慕村、行西村、集心村、行南村、曙建村、五一村、永联村、民建村、车沟村、双溪村、爱国村、许泾村、曹行村和曹中村。

### 飞地
需要注意的是，华一村村委会位于虹桥镇、古美路街道、七宝镇、虹梅路街道之间，属于古美路街道组建时未被划入街道的区域，形成了外飞地。